# Football Club des Girondins de Bordeaux 1991-1992
Questa voce raccoglie le informazioni riguardanti il Football Club des Girondins de Bordeaux nelle competizioni ufficiali della stagione 1991-1992.

## Stagione
Con il nuovo staff tecnico e dirigenziale, il Bordeaux riguadagnò la massima serie dominando il girone di Division 2, guadagnando la promozione con un turno di anticipo. In Coppa di Francia i girondini vennero eliminati ai trentaduesimi di finale a causa di una sconfitta di misura contro l'Olympique Marsiglia.

## Maglie e sponsor
Lo sponsor tecnico per la stagione 1990-1991 è Uhlsport, mentre lo sponsor ufficiale è Shop Salon. Il colore delle divise passò da blu scuro a rosso bordeaux.
| Manica sinistra · Maglietta · Maglietta · Manica destra · Pantaloncini · Calzettoni | Manica sinistra · Maglietta · Maglietta · Manica destra · Pantaloncini · Calzettoni |  |

## Organigramma societario
Area direttiva
- Presidente: Alain Afflelou e Jean-Didier Lange

Area tecnica
- Direttore sportivo: Patrick Battiston
- Allenatore: Gernot Rohr
- Preparatore dei portieri: Dominique Dropsy

## Rosa
| N. |                    | Ruolo | Calciatore         |
| -- | ------------------ | ----- | ------------------ |
|    | Francia (bandiera) | P     | Gaëtan Huard       |
|    | Francia (bandiera) | P     | Philippe Sence     |
|    | Francia (bandiera) | D     | Jean-Pierre Bade   |
|    | Francia (bandiera) | D     | Jean-Luc Dogon     |
|    | Francia (bandiera) | D     | Patrice Lestage    |
|    | Francia (bandiera) | D     | Bixente Lizarazu   |
|    | Francia (bandiera) | D     | Michel Milojević   |
|    | Francia (bandiera) | D     | Philippe Raschke   |
|    | Francia (bandiera) | D     | Didier Sénac       |
|    | Francia (bandiera) | C     | Thierry Fernier    |
|    | Francia (bandiera) | C     | Jean-Marc Ferratge |
|    | Francia (bandiera) | C     | Bernard Gimenez    |

| N. |                     | Ruolo | Calciatore         |
| -- | ------------------- | ----- | ------------------ |
|    | Francia (bandiera)  | C     | Patrice Marquet    |
|    | Francia (bandiera)  | C     | Pascal Monbrun     |
|    | Francia (bandiera)  | C     | Stéphane Plancque  |
|    | Francia (bandiera)  | A     | Christophe Dugarry |
|    | Germania (bandiera) | A     | Rainer Ernst       |
|    | Francia (bandiera)  | A     | Philippe Fargeon   |
|    | Islanda (bandiera)  | A     | Arnór Guðjohnsen   |
|    | Francia (bandiera)  | A     | Philippe Lalanne   |
|    | Francia (bandiera)  | A     | Jean-Michel Lavaud |
|    | Francia (bandiera)  | A     | Olivier Petitjean  |
|    | Francia (bandiera)  | A     | Ronan Salaün       |